# Macella consocia
Macella consocia là một loài bướm đêm trong họ Noctuidae.